# Jo Gijsen (kunstenaar)
Johannes Leonardus Christiaan Maria (Jo) Gijsen (Eindhoven, 11 februari 1943 – aldaar, 13 december 2017) was een Nederlands schilder en beeldhouwer.

## Leven en werk
Jo Gijsen bezocht de Handelsdagschool in Eindhoven en werd opgeleid tot huisschilder. In de avonduren volgde hij lessen aan de Academie voor industriële vormgeving (1963-1965) bij Kees Bol. Hij werd in 1965 toegelaten tot het vijfde jaar aan de Antwerpse academie en volgde vervolgens nog een jaar de afdeling vrij schilderen van het Nationaal Hoger Instituut voor Schone Kunsten in Antwerpen, onder Jan Vaerten en Rik Slabbinck. In 1967 vestigde hij zich in Middelbeers. Gijsen maakte in deze periode olieverfschilderijen en plastieken van gelast ijzer. Na een ernstig motorongeluk in 1971 was hij beperkt in zijn bewegingsmogelijkheden. Omdat het hakken van een steen op schoot wel lukte, ging hij zich daarop richten en ontwikkelde zich meer en meer als steenbeeldhouwer. Halverwege de jaren 70 begon hij met het kloven van steen, de blokken die zo ontstonden plaatste hij weer zoveel mogelijk bij elkaar. Vanaf 1982 woonde hij met zijn gezin in Eindhoven, waar hij een atelier achter het huis bouwde. Gijsen werkte niet alleen in zijn atelier, maar ook in een steengroeve in het Belgische Soignies.
Exposities
Gijsen exposeerde vanaf 1971 meerdere malen in binnen- en buitenland, onder meer in de Keukenhof (1975), het Kruithuis (1980), het Van Abbemuseum (1984) en het Nijmeegs museum (1990). Het werk van hem en dat van tien andere beeldhouwers, onder wie Ans Hey, Lika Mutal en Cor van Noorden, was in 1986 te zien bij de expositie De druppel holt de steen uit in het Nijenhuis en het Provinciehuis in Zwolle.
Gijsen overleed in 2017, op 74-jarige leeftijd.

## Werken (selectie)
- 1971: Beeld in drie delen, Rodenborchweg, Rosmalen
- 1978: Gegolfd, Sint-Willibrordusschool, Middelbeers
- 1980: Drie delen opgericht, Pauluslyceum, Tilburg
- 1982: Soignies geleed, niet gedeeld, Barbarossastraat, Nijmegen
- 1984: Beeld in twee delen, Internaat voor Schipperskinderen, Zwolle
- 1984: Beeld in vijf delen, Belastingkantoor, Winterswijk
- 1986: Kruislings gelaagd, Stadswandelpark, Eindhoven
- ca. 1990: Stenige overwoekering, Van Hovengaarde, Nuenen
- 1992: Rotssteun (Felsenstütze), Hinsbeck
- Rotssteun, Raamsdonk

## Galerij

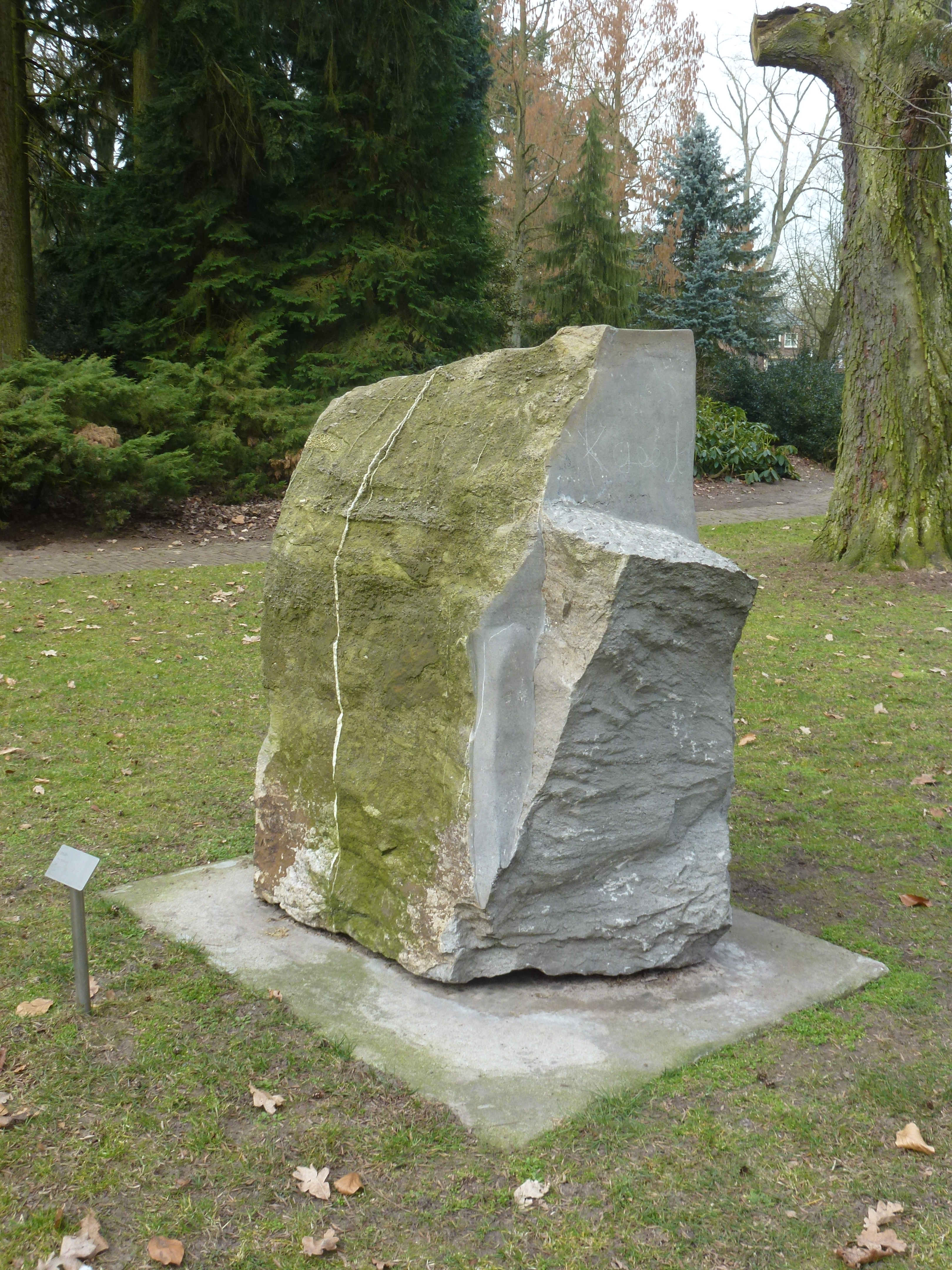
Kruislings gelaagd (1986), Eindhoven
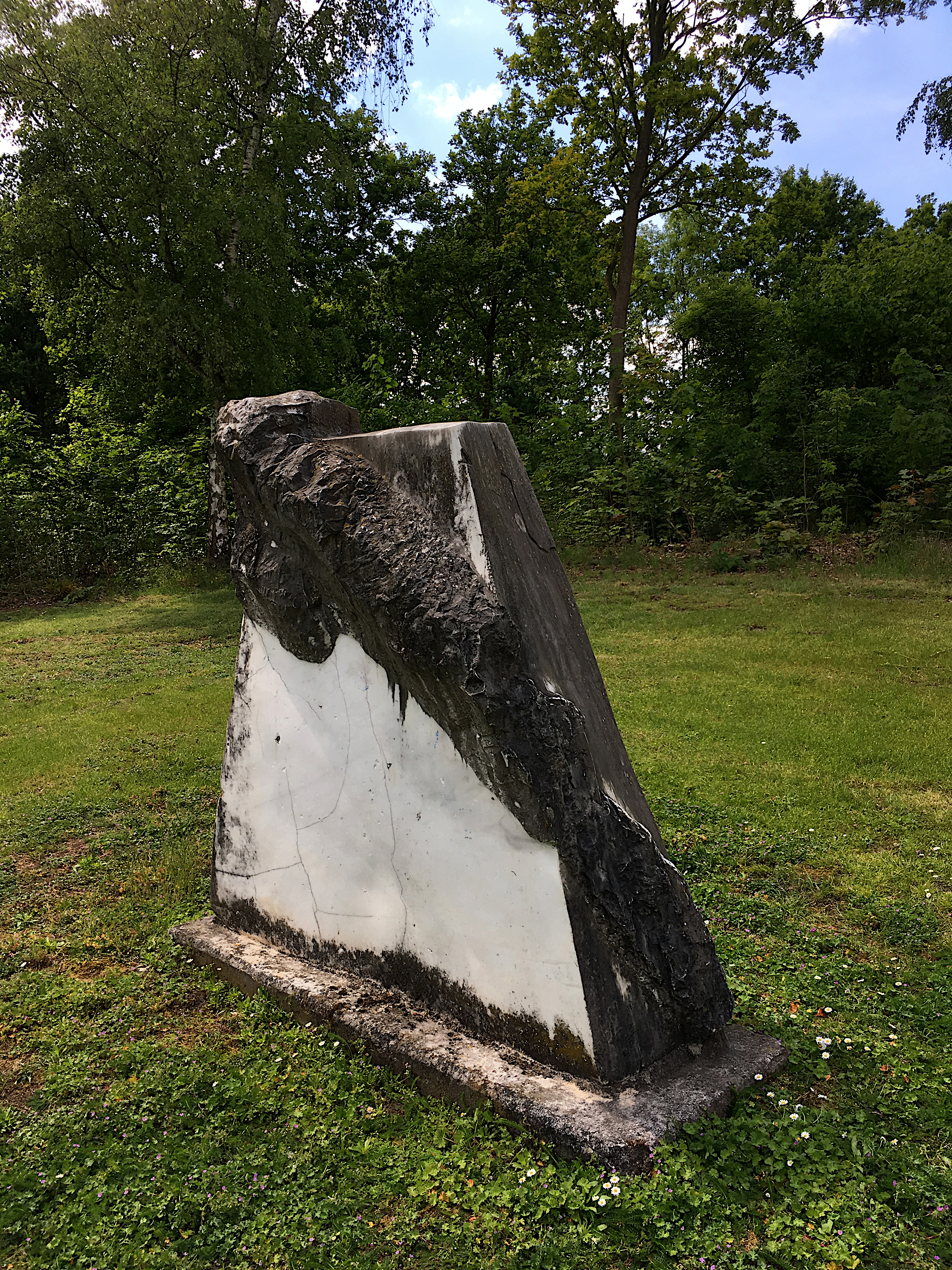
Stenige overwoekering (ca. 1990), Nuenen
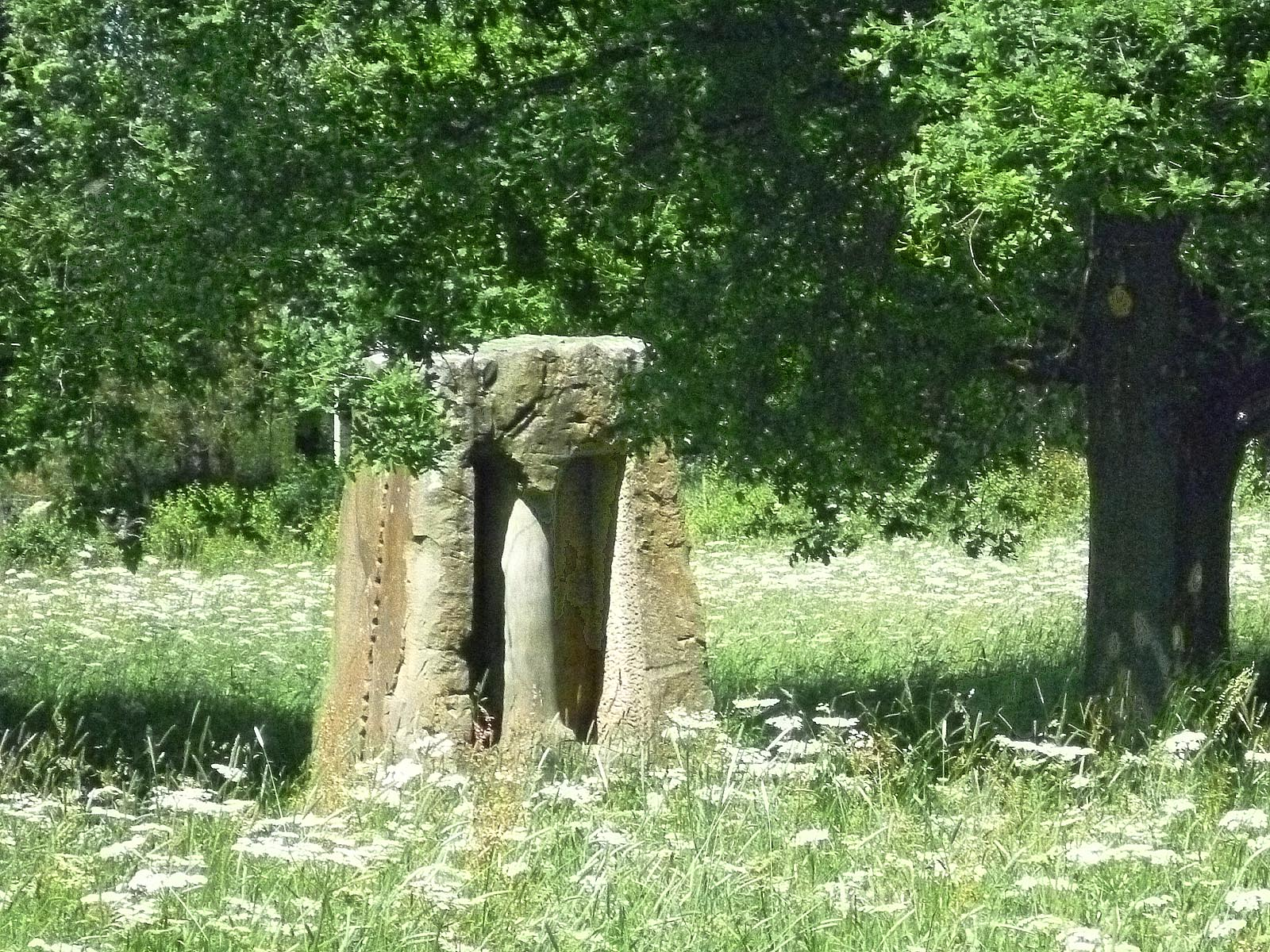
Felsenstütze (1992), Hinsbeck

- Gemeinsame Normdatei: 1028550235
- RKD-Nederlands Instituut voor Kunstgeschiedenis: 31587
- Union List of Artist Names: 500090569
- Virtual International Authority File: 96341465
- WorldCat: E39PBJtxg6j97FVVQbytkDFh73